# Röd kingklip
Röd kingklip (Genypterus chilensis) är en fiskart som först beskrevs av Guichenot, 1848.  Röd kingklip ingår i släktet Genypterus och familjen Ophidiidae. Inga underarter finns listade i Catalogue of Life.